# 타운젠드 해리스

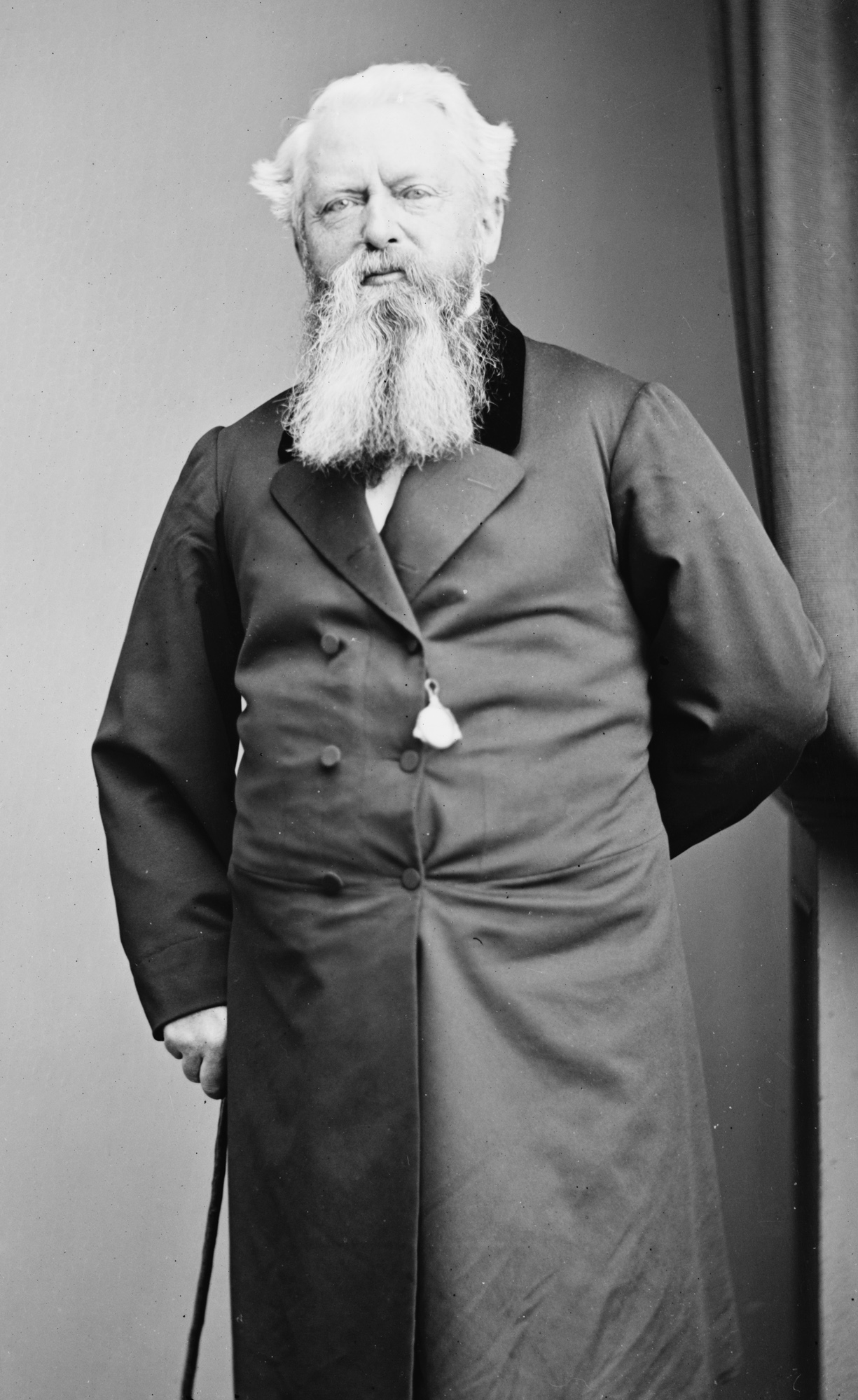
타운젠드 해리스

타운젠드 해리스(Townsend Harris, 1804년 10월 3일 ~ 1878년 2월 25일)는 미국의 외교관으로 초대 주일본 아메리카 합중국 공사였다. 일본 에도 시대 후기 1858년에 일본과 미일수호통상조약을 체결하였다.

## 생애
뉴욕주 워싱턴 군 선데이힐에서 태어났다. 1846년 뉴욕의 교육국장을 지냈으며, 1847년 현재 뉴욕시립대학교의 전신인 고등교육기관 프리 아카데미를 세웠으나 1848년에 물러났다. 그 후 몇 차례 일본으로 가고자 했으나, 매슈 페리 제독은 해리스가 군인 신분이 아니라는 이유로 동승을 거절했다. 그 후 정치인들의 추천을 받아 1855년 대통령 프랭클린 피어스가 해리스를 재일본 영사로 임명하였다. 그 후에는 시암과의 통상 조약 체결을 맡기도 했다.
1858년에는 다이로가 된 이이 나오스케가 고메이 천황의 허락을 받지 않고 해리스와 만나 〈미일수호통상조약〉을 체결하였고, 해리스는 시모다를 떠나 에도의 한 사찰에 공사관을 두었다. 1862년에는 건강 문제를 이유로 귀국하면서 공사 자리를 로버트 프라인에게 물려주었다. 1876년 플로리다주로 이주하여, 그 곳에서 숨을 거두었다. 묘지는 뉴욕 브루클린 구의 그린우드에 있다.

## 같이 보기
- 미일 수호 통상 조약

## 출연 작품

### 드라마
- 2004년 신센구미! (NHK, 배우:마티 키너트)
- 2015년 꽃 타오르다 (NHK, 배우:리 롱쇼)